# Balša II
Balša II (serb. Балша Балшић, zm. 18 września 1385) – serbski książę Dolnej Zety w latach 1378–1385, książę Albanii w latach 1383–1385.

## Życiorys
Dynastia Balšiciów rządziła Dolną Zetą od 1378 do 1385 roku. Balša II był najmłodszym z trzech synów założyciela tej dynastii. W 1372 Balša II poślubił nieznaną z imienia córkę Jana Komnena Asena, despoty Valony. Jako wiano uzyskał miasto Berat i Kanina w dzisiejszej południowej Albanii (magnificus dominus Balsa Balsich, Gente, Canine et Avlonae dominus). 13 stycznia 1378 Balša II objął tron Zety po śmierci starszego brata Đurađa I. W roku 1383 Balša II podbił albańskie posiadłości Karla Thopii. Jego największym sukcesem był podbój miasta Durazzo (przyjął tytuł księcia Draczu), co dało mu kontrolę nad ziemiami dzisiejszej środkowej Albanii.